# Mahsum Korkmaz (Leichtathlet)
Mahsum Korkmaz (* 1. Januar 1999) ist ein türkischer Sprinter, der sich auf den 400-Meter-Lauf spezialisiert hat.

## Sportliche Laufbahn
Erste internationale Erfahrungen sammelte Mahsum Korkmaz im Jahr 2015, als er bei den Junioreneuropameisterschaften in Eskilstuna mit der türkischen 4-mal-400-Meter-Staffel mit 3:17,74 min im Vorlauf ausschied. Anschließend gewann er beim Europäischen Olympischen Jugendfestival (EYOF) in Tiflis in 48,51 s die Silbermedaille im 400-Meter-Lauf. Im Jahr darauf gewann er dann bei den erstmals ausgetragenen Jugendeuropameisterschaften ebendort in 47,69 s die Bronzemedaille. 2017 siegte er bei den Balkan-Hallenmeisterschaften in Belgrad in 3:16,26 min mit der Staffel und belegte kurz darauf bei den Halleneuropameisterschaften ebendort in 3:15,97 min Rang sechs. Im Juli erreichte er dann bei den U20-Europameisterschaften in Grosseto in 3:09,45 min den vierten Platz mit der Staffel und verpasste daraufhin bei den Weltmeisterschaften in London mit 3:15,45 min den Finaleinzug. Auch bei den U20-Weltmeisterschaften 2018 in Tampere reichten 3:09,87 min nicht für einen Finaleinzug und 2019 schied er bei den U23-Europameisterschaften im schwedischen Gävle mit 3:09,66 min in der Vorrunde aus. 2020 gewann er dann bei den Balkan-Hallenmeisterschaften in Istanbul in 3:12,25 min die Silbermedaille mit der Staffel.
2020 wurde Korkmaz türkischer Hallenmeister im 400-Meter-Lauf.

## Persönliche Bestleistungen
- 400 Meter: 47,46 s, 24. August 2016 in Ankara
  - 400 Meter (Halle): 48,36 s, 4. Februar 2017 in Istanbul